# Fritz Behrendt (Architekt)
Samuel Fritz Behrendt (* 30. März 1877 in Königsberg; † 1967 in Buenos Aires, Argentinien) war ein deutscher Architekt und Stadtplaner.

## Leben und Wirken
Behrendt wurde als Sohn des Zahnarztes Simon Behrendt (* 1838) und seiner Frau Selma geb. Kanter (1857–1923) in Königsberg geboren. Er stammte aus einer jüdischen Familie (sein Großvater Joseph Behrendt war Mitglied der Chewra Kadischa). Er heiratete Marie Stranz (1886–1961) ca. 1906 in Berlin. Das Ehepaar hatte vier Kinder, Peter Paul (* 1907 in Berlin-Steglitz; † 1990 in Buenos Aires, Argentinien), Charlotte Johanna Martha „Lotte“, verheiratete Carrive (* 1909 in Breslau; † 2002 in Frankreich), Lisbeth „Liesl“, verheiratete Mayer (* 1916 in Breslau; † 2002 in Lima, Peru) und Margarita „Gretel“ (* 1918 in Breslau; † 2004 in Buenos Aires.)
Behrendt studierte an der Technischen Hochschule Charlottenburg und an der Technischen Hochschule München, u. a. bei Friedrich von Thiersch. Am Anfang des 20. Jahrhunderts war er freiberuflich als Architekt tätig, er erbaute u. a. eine Villa für den Kunstsammler Carl Sachs (1868–1943) in Breslau-Kleinburg. Im Frühjahr 1904 wurde er zum Regierungsbaumeister (Assessor des Baufachs) ernannt. Im Jahre 1909 wurde er vom Magistrat der Stadt Breslau angestellt, später zum Bauinspektor und anschließend zum Baurat befördert. Nach dem Ersten Weltkrieg war er Leiter des Stadterweiterungsamtes der Stadt Breslau (Stadtbaudirektor), das die geplante Eingemeindung und Erschließung der benachbarten Landgemeinden bzw. der Stadt Deutsch-Lissa koordinierte. Am 1. März 1928 wurde er als Stadtrat ohne Geschäftsbereich in den Magistrat der Stadt Breslau gewählt. Am 18. April 1929 wurde er auf den Posten des Stadtbaurates berufen, den er bis zum 31. Januar 1934 (Gesetz über den Neuaufbau des Reichs) innehatte.
Behrendt wanderte Anfang 1939 mit Ehefrau und einer Tochter (Liesl) nach Argentinien aus. Der Sohn Peter lebte schon mehrere Jahre in Argentinien und konnte die Eltern einladen. Tochter Gretel wanderte kurz danach aus. Die Tochter Lotte blieb in Europa; sie hatte sich 1934 mit dem französischen Surrealisten und Kafka-Übersetzer Jean Carrive aus Bordeaux verheiratet.
In seiner Funktion als Baubeamter entwarf Behrendt öffentliche Bauten, hauptsächlich Schulgebäude. Zu den Pflichten und Befugnissen des Stadtbaurates gehörte ferner, sämtliche Bauvorhaben in der Stadt zu beaufsichtigen. Die Erforschung der Archivbestände zeigt, dass Behrendt wichtigere Bauvorlagen persönlich prüfte und mit Grüneinträgen versah. So strich er zum Beispiel den südlichen Turm des Postscheckamtes an der Klosterstraße zusammen. Ferner geht die auf fünf Geschosse reduzierte Ausführung des von Adolf Rading geplanten Hochhauses der Werkbundsiedlung Breslau auf seine Intervention zurück. Die Werkbundausstellung selbst fand unter heftigem Widerstand Behrendts statt.

## Werk

### Bauten (Auswahl)

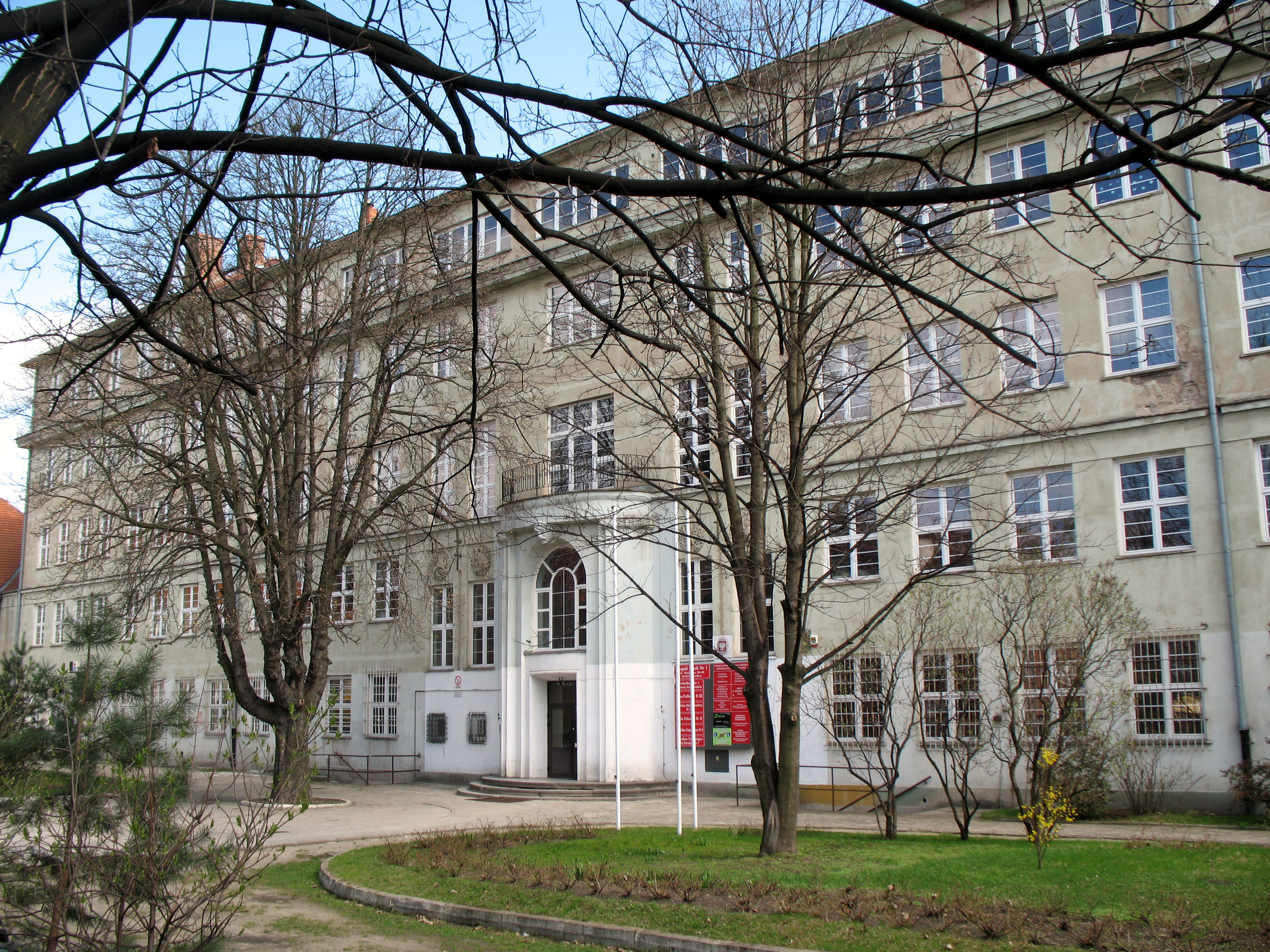
Volksschule an der Liegnitzer Straße (jetzt ul. Słubicka) in Breslau

- 1904: Israelitisches Waisenhaus in Königsberg[12]
- 1908: Landhaus für den Verleger Hermann Ullstein (1875–1943) in Berlin-Grunewald, Taunusstraße 7 (ausgeführt durch das Baugeschäft Joseph Fränkel)[13]
- 1910–1912: Volksschule an der Brockauer Straße in Breslau (mit H. Froböse und J. Nathanson, Projektoberleitung Max Berg); heute Allgemeinbildendes Lyzeum Nr. 4, ulica S. Świstackiego 12
- 1911–1912: Erweiterung des Johannesgymnasiums in Breslau, Paradiesstraße (Hinterhaus)[14] (heute Maria-Dąbrowska-Gesamtschule für Wirtschaft und Verwaltung, ulica Stanisława Worcella 3)
- 1913: Pavillon der Friedhofskunst auf der Jahrhundertausstellung in Breslau (neben der Jahrhunderthalle; nach Ausstellungsende abgebaut)
- 1916–1922: Gerhart-Hauptmann-Realschule in Breslau, Yorkstraße (heute als Jugendherberge genutzt, ulica Jemiołowa 46–48)
- 1926: Entwurf für ein Verwaltungsgebäude und eine Feuerwache in Breslau, Am Ohlauufer (nicht ausgeführt)
- vier weitere Volksschulen: Liegnitzer Straße (heute ulica Słubicka), Charlottenstraße (heute ulica Krucza), Klodnitzstraße (heute ulica Kłodnicka) und Menzelstraße (heute ulica Sztabowa)
- 1928: städtebauliche Planung der Siedlung Klein-Tschansch (mit Heinrich Knipping)
- 1928–1929: Altenheim in Breslau, Fürstenstraße / Triftstraße (nach 1945 teilweise verändert wiederaufgebaut, heute Studentenwohnheim, ulica Grunwaldzka / Sopocka)
- 1930: Studentenhafen und Restaurantpavillon an der Uferzeile in Breslau (heute Wybrzeże Wyspiańskiego 24; erhalten)

### Schriften (Auswahl)
- Die Bauten der Jahrhundertausstellung in Breslau. In: Zentralblatt der Bauverwaltung. 33. Jahrgang 1913, Nr. 66, S. 433–436.
- Der Wettbewerb zur Erlangung eines Bebauungsplanes der Stadt Breslau und ihrer Vororte. In: Der Städtebau. Jahrgang 1922, Heft 19, S. 22.
- mit Martin Fuchs: Die Stadt Breslau und die Eingemeindung Ihres Erweiterungsgebiets. Denkschrift des Magistrats. Breslau 1925.
- Die Breslauer Eingemeindung. In: Ostdeutsche Bauzeitung. Jahrgang 1928, Nr. 46 (online), S. 274–277.
- Das neue Breslau. In: Deutsche Bauzeitung. 63. Jahrgang 1929, S. 577–584.